# Amt Biesenthal-Barnim
Amt Biesenthal-Barnim är ett kommunalförbund i Landkreis Barnim i förbundslandet Brandenburg i Tyskland. Huvudort och enda stad är Biesenthal. Kommunalförbundet administrerar sex kommuner med totalt 11 888 invånare (2013).

## Kommuner
- Staden Biesenthal med Danewitz
- Breydin med Tuchen-Klobbicke och Trampe
- Marienwerder med Ruhlsdorf, Marienwerder och Sophienstädt
- Melchow med Melchow och Schönholz
- Rüdnitz
- Sydower Fließ med Grüntal och Tempelfelde